# Șagu
Șagu è un comune della Romania di 4 009 abitanti, ubicato nel distretto di Arad, nella regione storica del Banato.
Il comune è formato dall'unione di 5 villaggi: Cruceni, Firiteaz, Fiscut, Hunedoara Timișană, Șagu.
La prima testimonianza documentaria dell'esistenza di Șagu risale al 1333, ma più antico è il villaggio di Firiteaz, citato in un documento del 1256.